# Karin Nyman
Karin Nyman, född Lindgren, född 21 maj 1934 i Gustav Vasa församling i Stockholm, är en svensk översättare och författare. Hon är dotter till direktör Sture Lindgren och författaren Astrid Lindgren samt halvsyster till Lars Lindgren. Karin Nyman kom på namnet till Pippi Långstrump.
Karin Nyman har gjort ett stort antal översättningar, men också skrivit egna böcker. Med Ylva Källström som illustratör gav hon ut böckerna Jag kan köra alla bilar (1965) och Jag kan laga alla bilar (1971). Båda böckerna har getts ut i flera upplagor, på 1990-talet med Tord Nygren som ny illustratör. Karin Nyman har också anlitats som faktagranskare inför bokutgivningar som handlat om modern och hennes litterära figurer.
Hon var från 1958 gift med Carl Olof Nyman (1931–2020). Tillsammans fick de fyra barn, däribland Nils (född 1964) och Olle (född 1968); dessa två innehar direktörsposter inom Astrid Lindgren AB.